# Gave de Pau
A Gave de Pau folyó Franciaország területén, a Gaves réunis egyik alkotója.

## Földrajzi adatok
Hautes-Pyrénées megyében ered a Pireneusokban. A hegység északi oldalán kb. negyedkörívet leírva először északnak, majd északnyugatnak, végül nyugatnak tart. Peyrehorade-nál egyesül a bal oldali Gave d’Oloronnal, innentől fogva együtt alkotják a Gaves réunist.
Hossza 192,8 km, vízgyűjtő területe 2 575 km².

## Megyék és városok a folyó mentén
- Hautes-Pyrénées: Luz-Saint-Sauveur, Lourdes
- Pyrénées-Atlantiques: Nay, Pau, Orthez
- Landes: Labatut

Mellékfolyói a Ouzoum, Beez, Neez, Bayse, Las Hies, Ousse,  és  Lagoin.